# Nauru gazdasága

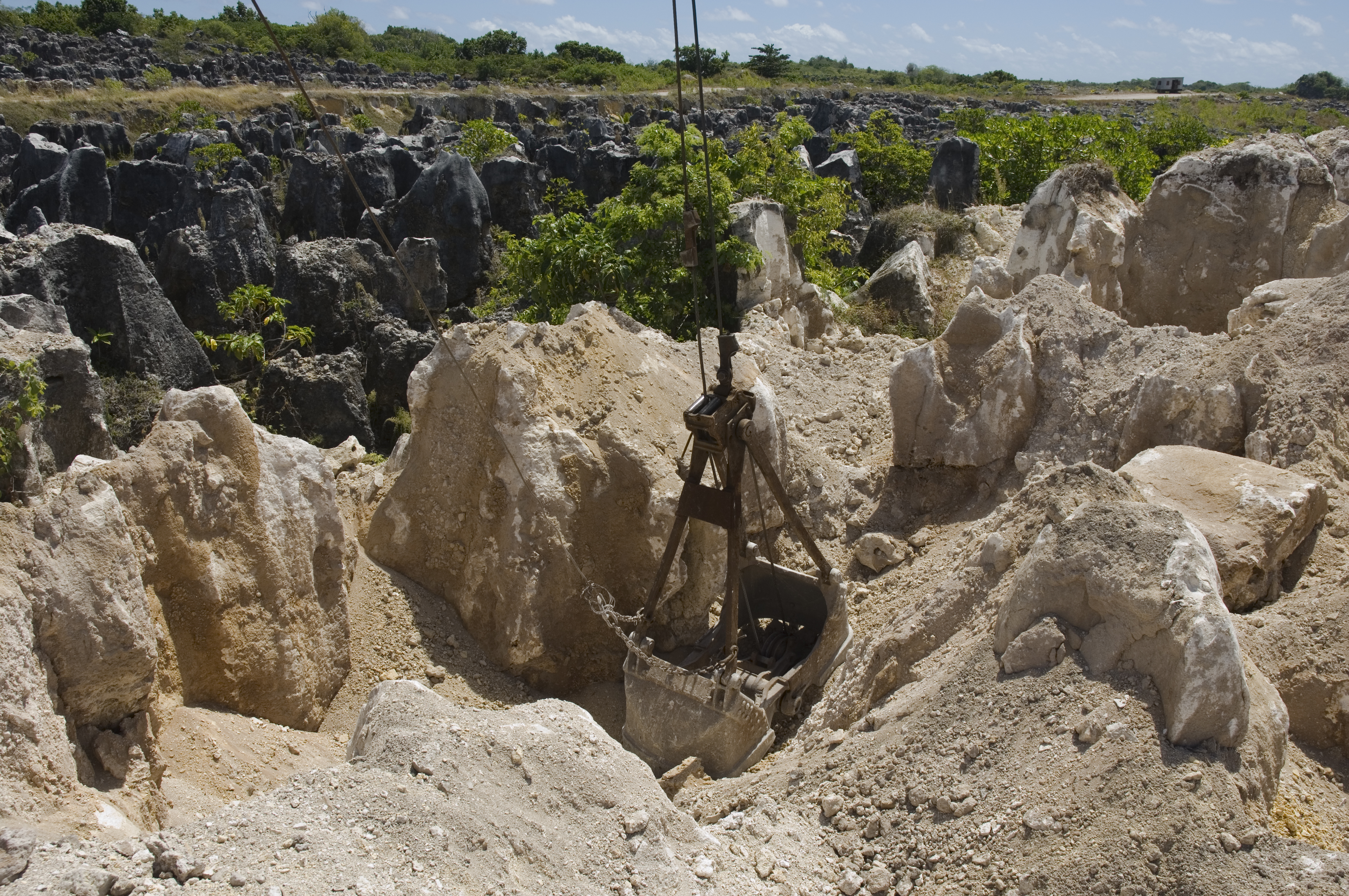
Foszfátbánya Nauruban

Nauru gazdasága egészen 2006-2007-ig a foszfát bányászatára és kivitelére épült. Ám ekkor az elsődleges telepek kimerültek (nem sokkal később egy mélyebb réteg fejtése kezdődött). Az országnak a foszfátbányászaton kívül még a környező vizek halászati jogainak eladásából származik bevétele. A függetlenség 1968-as elnyerése után Nauru a Csendes-óceán egyik leggazdagabb állama volt. A foszfátból származó bevételek egy részét alapítványi vagyonokba helyezték, hogy a nyersanyagkészletek kimerülése után anyagi segítséget nyújtsanak az országnak, azonban a kormány rossz intézkedései miatt a gazdaság súlyos károkat szenvedett. A kormány állami alkalmazottak elbocsátásával, állami vállalatok privatizációjával valamint külföldi konzulátusok bezárásával próbálta enyhíteni a válságot. 
A gazdasági problémák közepette a mindennapi árucikkekből hiány lépett fel, s 2004-ben az ország telekommunikációs rendszere is összeomlott.

## Ipar
Ipara nem jelentős, a mezőgazdasági termékek feldolgozására szakosodott. 

## Kereskedelem

### Külkereskedelem
- Exportcikkek: foszfát (a bányák kimerüléséig).
- Importcikkek: élelmiszerek, üzemanyag, építőanyagok, iparcikkek, gépek.
- Főbb kereskedelmi partnerek: Ausztrália, India, Dél-Korea, Amerikai Egyesült Államok, Új-Zéland, Írország, Malajzia, Hollandia.

## Támogatás Ausztráliából
Nauru jelenleg igen függ az ausztrál állam támogatásától. Ausztrália pénzügyi és gazdasági szakértőket küldtek az országba, hogy segítsenek rendbetenni a tönkrement naurui gazdaságot.
Ausztrália 2012-től ismét menekülttábort tart fenn a szigeten az illegális bevándorlók számára. A naurui kormány jelentős bevételre tesz szert a bérleti díjból, ám a táborbeli életkörülmények nagyon szegényesek.

## Fordítás
- Ez a szócikk részben vagy egészben  az   Economy of Nauru című angol Wikipédia-szócikk fordításán alapul.  Az eredeti cikk szerkesztőit annak laptörténete sorolja fel. Ez a jelzés csupán a megfogalmazás eredetét és a szerzői jogokat jelzi, nem szolgál a cikkben szereplő információk forrásmegjelöléseként.

## Külső hivatkozások
- Csődbe juthat Nauru[halott link] – Origo, 2004. április 15.